# مقاطعة كامرون (تكساس)

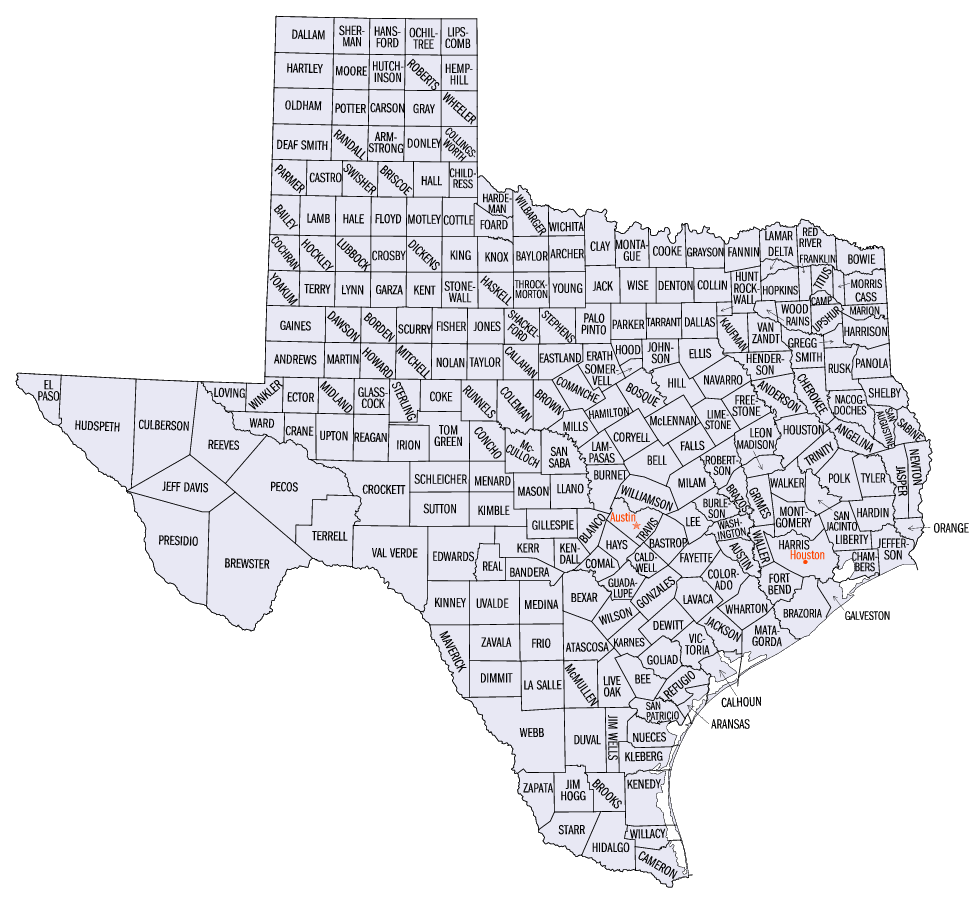
خارطة مقاطعات تكساس

مقاطعة كامرون (بالإنجليزية: Cameron  County)‏ هي إحدى المقاطعات في ولاية تكساس، الولايات المتحدة الأمريكية.